# 杉山正
杉山　正（すぎやま まさし、1953年1月13日 - ）は、静岡県静岡市出身のジャズミュージシャン。トランペット奏者。金管楽器指導者。

## 来歴
静岡県静岡市にて生まれる。中学で吹奏楽部に入部しトランペットを担当する。中学で演奏が上手いと評判になったため、高校進学後、音楽大学を目指すためにNHK交響楽団のトランペット奏者に師事し、週1回レッスンを受けていた。しかし、「練習が足りない」、「言った通りにやっていない」と言われ続けて自信を喪失したため、音楽大学への進学を諦めて一般の大学へと進学することになった。後にクラウド・ゴードンのレッスンを受けた際に、このエピソードを話したところ、「金を返してもらえ！」と言われ、トラウマから解放されたという。
日本大学に在籍中はビッグバンドサークルに所属。大学卒業の頃からもっと上達したいという願望が日増しに強くなり、当時来日していたメイナード・ファーガソン（Maynard Ferguson）のクリニックに参加する。そこでの質疑応答の中、ファーガソンが言う「推薦出来る先生はクラウド・ゴードンだ」という情報を得て渡米を決心する。

### 米国での活動
ロサンゼルスのスタジオミュージシャン兼金管楽器教師として世界的に著明なクラウド・ゴードン（Claude Gordon）博士に師事。同時に1978年～1995年にかけて行われたCLAUDE GORDON INTERNATIONAL BRASS WORKSHOPに２回目（1979年）からゴードンが亡くなるまで毎年参加し、そこで行われた数々のセッションに参加する。
1983年からは当ワークショップの日本人では唯一の正式スタッフとなり、ロサンゼルスのラマリンダ大学、ラ・シエラ大学エリオットポープキャンパスにおけるワークショップの講師として活躍する。
当時ワークショップのスタッフにはロサンゼルスのトップスタジオミュージシャンの１人であり、映画「ロボコップ」をはじめとするハリウッド映画の録音に参加したボブ・オダーナルをはじめ、スタン・ケントン楽団所属後、ラスベガスのフラミンゴヒルトンでリードトランペットを吹いていたカール・リーチ、サンフランシスコの重鎮ミュージシャンであるラリー・スーザ、ブラスロックグループ「シカゴ」のトランペットプレーヤーであるリー・ロクネインをレッスンしたポール・ウィット、現在UCLAロングビーチ校でトランペットを指導しているデイブ・エヴァンス等がいた。
ゴードン亡き後ワークショップは終了したが、杉山正はハーバート L. クラーク（Herbert L. Clarke）からクラウド・ゴードンに伝わった自然で理にかなった金管奏法を伝えている数少ない直弟子の１人として金管楽器奏者の指導にあたっている。
兄弟弟子には上記スタッフの他、トランペット奏者ポール・カシア、ビル・ワトラスビッグバンドのリードトランペット奏者デニス・ファリアス、メイナード・ファーガソンバンドの元リードトランペット奏者スタン・マーク等をはじめ多数のプレーヤーがいる。

### 指導者としての活動
17年間ゴードンのもとで奏法を学んだ杉山正はゴードン直伝のブラスエデュケーターとして豊富な実績を持つ。その範囲はスクールバンドからプロの奏者まで多岐にわたる。現在ハイノート講座「タングマジック」の講師として日本各地で指導にあたる他、教則本の執筆なども行っている（著書・訳書については下記の項を参照）。
特に、杉山自身が「高校時代にクラシックのプロ奏者に師事したところ、中学生のときよりも演奏が下手になった」という経験を持っているため、「初心者から中級者に対しても、科学的で分かりやすい説明をする」という点には大変気を使っている。

### 演奏家としての活動
現代ビッグバンド界の最高峰の一人であるボブ・フローレンス（Bob Florence）の音楽に魅せられた、パワフルで高いスキルを持ったプレーヤー達が集まり、2003年9月に“Serendipity18”を結成。ビッグバンドジャズの発地・アメリカで一流バンドが持っているグローバルスタンダードなサウンド、いわゆるゴージャスでファンシーなサウンドが持ち味。メンバーはそれぞれＴＶ、レコーディングアーティスト、ライブパフォーマー、ブラスエデュケーター、音楽指導者などさまざまなミュージックシーンで活躍している現役プレーヤーばかりである。
- 2004年2月 - 菅平のホテル「ゾンタック」でのコンサートを皮切りに活動開始。
- 2005年5月 - Serendipity18に贈られたボブ・フローレンス自身のアレンジによるマイルス・デイヴィス（Miles Davis）の"ALL BLUES"を日本初演。
- 2006年11月 - Serendipity 18のブラスセクション、リズムセクションに日本を代表するオーケストラのホルン奏者、パーカッショニストが加わり、Stan Kenton’s Christmasを再現するコンサートが立教大学チャペルで行われる。
- 2007年 - エリック・マリエンサル（Eric Marienthal）とのライブの模様がJJAZZ.netで特集される。
- 2007年 - 結成以来、初めてホールコンサート（ゲスト：ビル・ワトラス）の模様がTOKYO FMの毎日曜日の番組「OLYMPUS JAZZ ON」で２週に渡りオンエアーされる。
- 2008年4月 - マルチサックスプレーヤーであるボブ・シェパード（Bob Sheppard）をゲストに迎えたコンサートが「OLYMPUS JAZZ ON」でオンエアーされる。

## 著書・訳書
- クラウド・ゴードン（英語版） 著、杉山正 訳『金管演奏の原理』聖公会出版（原著2000-11-1）。ISBN 978-4882741121。
- 杉山正、黒坂洋介『Flex Tongue Build〜強靭で柔軟な舌を開発する〜』タングマジック（原著2007-4-1）。ISBN 978-4902147346。
- 杉山正、黒坂洋介『High Air Build〜音域５オクターブの開発〜』タングマジック（原著2007-10-1）。ISBN 978-4902147360。
- クラウド・ゴードン（英語版）、杉山正『金管演奏の原理とその考察』虹色社（原著2018-3-1）。ISBN 978-4909045232。